# Sedniwka
Sedniwka (ukr. Седнівка) – wieś na Ukrainie, w obwodzie kirowohradzkim, w rejonie kropywnyckim. W 2001 liczyła 686 mieszkańców, wśród których 660 jako ojczysty język wskazało ukraiński, 5 rosyjski, 7 mołdawski, 2 białoruski, 5 ormiański, a 7 inny.